# معصومه جنید
معصومه جنید (انگلیسی: Masooma Junaid؛ زادهٔ ۲۱ نوامبر ۱۹۸۹) بازیکن کریکت زن اهل پاکستان است.